# 本山和夫
本山 和夫（もとやま かずお、1950年3月14日 - 2024年7月24日）は、日本の実業家。
東京都出身。東京理科大学理工学部卒業。元アサヒ飲料株式会社代表取締役社長、元全国清涼飲料工業会会長、学校法人東京理科大学第8代理事長、学校法人東京理科大学会長、日本私立大学協会副会長。

## 略歴
- 1968年 東京都立井草高等学校卒業[2]。
- 1972年0
  - 3月 東京理科大学理工学部卒業。0
  - 4月 アサヒビール株式会社入社。国内部門において労務管理や資材管理、物流、人事等を担当。[3]
- 2010年03月 アサヒビール株式会社代表取締副社長就任。
- 2011年07月 アサヒグループホールディングス株式会社代表取締役副社長就任。
- 2012年12月 学校法人東京理科大学理事就任。
- 2013年
  - 3月 アサヒ飲料株式会社代表取締役社長就任。[4]
  - 7月 全国清涼飲料連合会会長就任。[5]
- 2015年09月 学校法人東京理科大学理事長就任。[6][7]（〜2021年3月）
- 2021年04月 学校法人東京理科大学会長就任。[1]
- 2024年07月24日 死去。74歳没[8]。